# Заремби-Скуркі
Заремби-Скуркі (пол. Zaręby-Skórki) — село в Польщі, у гміні Чижев Високомазовецького повіту Підляського воєводства.
Населення — 63 особи (2011).
У 1975—1998 роках село належало до Ломжинського воєводства.

## Історія
У XIX столітті Заремби — поселення та села околиці дрібної шляхти в Острівському повіті, у парафії Росохате.

## Демографія
Демографічна структура станом на 31 березня 2011 року:
|          | Загалом | Допрацездатний вік | Працездатний вік | Постпрацездатний вік |
| -------- | ------- | ------------------ | ---------------- | -------------------- |
| Чоловіки | 34      | 10                 | 19               | 5                    |
| Жінки    | 29      | 5                  | 19               | 5                    |
| Разом    | 63      | 15                 | 38               | 10                   |